# San Diego Football Club
San Diego Football Club, también conocido como San Diego F. C., es un club de fútbol profesional estadounidense con sede en San Diego (California). Actualmente compite en la Conferencia Oeste de la Major League Soccer.
Disputa sus partidos locales en el Snapdragon Stadium, un recinto multiuso construido en 2022. El grupo de propietarios de la franquicia está liderado por el empresario británico-egipcio y expolítico Mohamed Mansour y la Banda Sycuan de la Nación Kumeyaay, una tribu india reconocida federalmente. Al grupo se le otorgó un equipo de expansión el 18 de mayo de 2023, será el trigésimo equipo en la MLS.

## Historia

### Fútbol de primera división en San Diego
El primer equipo de fútbol profesional de San Diego fue el efímero San Diego Toros, un equipo de la Liga de Fútbol Norteamericana (NASL) que se mudó de Los Ángeles en 1968 y jugó una sola temporada. Un segundo equipo de la NASL, los San Diego Jaws, se estableció en 1976 a partir de los antiguos Baltimore Comets y jugó un año antes de mudarse a Las Vegas ; la franquicia regresó en 1978 y pasó a llamarse Sockers, jugando partidos al aire libre en el estadio Jack Murphy, que era compartido con Los Angeles Chargers de la Liga Nacional de Fútbol y los San Diego Padres de las Grandes Ligas de Béisbol. Los Sockers tuvieron poca asistencia, pero sobrevivieron al colapso de la NASL al pasar a la Major Indoor Soccer League, donde ganaron ocho campeonatos en nueve temporadas. El equipo pasó a la Liga Continental de Fútbol Sala en 1993 y se retiró en 1997; el nombre fue revivido más tarde para un segundo equipo bajo techo de 2001 a 2004 y un tercer equipo bajo techo que comenzó a jugar en 2009. Otros equipos al aire libre, incluidos San Diego Flash y San Diego 1904 FC, habían jugado períodos breves en las divisiones inferiores del fútbol estadounidense en las décadas de 2000 y 2010 antes de retirarse.

### Ofertas anteriores de la MLS
Durante la formación de la MLS a mediados de la década de 1990, San Diego no estuvo entre las ciudades de Estados Unidos que presentaron formalmente una oferta para un equipo en la temporada inaugural, pero expresaron interés y mantuvieron varias reuniones con la liga. El comisionado de la MLS, Doug Logan, describió a San Diego como un principal candidato para un equipo de expansión, pero la falta de la ciudad de un estadio adecuado para albergar el fútbol fue un "obstáculo importante"; en ese momento, el estadio Jack Murphy se compartía con los Padres y tenía una capacidad mayor que el tamaño deseado por la liga. El renovado estadio Jack Murphy (rebautizado como estadio Qualcomm) albergó varios partidos de exhibición, así como el Juego de Estrellas de la MLS de 1999, que atrajo una asistencia de 23.277 personas; fue el único Juego de Estrellas de la MLS que se jugó fuera de un mercado activo o futuro de la MLS.
Tras la aprobación de los planes para construir un estadio en el centro de la ciudad para los Padres, el comité de expansión de la MLS expresó su apoyo a un posible equipo que jugara en el San Diego Stadium, ya sea de forma permanente o hasta que se construyera un estadio específico para fútbol. El mercado de San Diego fue considerado para Chivas USA, equipo de expansión de la MLS que luego sirvió como equipo de reserva del CD Guadalajara de la Primera División mexicana. En cambio, el equipo optó por compartir su sede con LA Galaxy en Carson, California, y jugó durante diez temporadas antes de retirarse por problemas de propiedad y baja asistencia. La liga continuó incluyendo a San Diego como candidato potencial para la expansión y negoció con varios grupos de inversores interesados, pero la falta de un estadio adecuado impidió una mayor consideración. El Estadio Balboa, el campo de los Chargers y Jaws en la década de 1960, también fue mencionado como un sitio potencial para un estadio más pequeño construido para un equipo de la MLS.
Un nuevo equipo al otro lado de la frontera mexicana, el Club Tijuana (apodado Xolos ), fue fundado en 2007 y ascendido a la Liga MX, la liga más importante de México, en 2011. El equipo atrajo el apoyo de los fanáticos en San Diego, alrededor de 20 millas (32 km) al norte de su estadio local, y jugó varios partidos de exhibición en la zona en varios lugares, incluido el Estadio Qualcomm y el Petco Park de los Padres. San Diego también siguió siendo uno de los principales mercados estadounidenses de visualización de transmisiones televisivas de la Copa Mundial de la FIFA, la Premier League y otras competiciones de fútbol en el extranjero. El área también había producido varios jugadores destacados para las selecciones nacionales masculinas y femeninas de Estados Unidos.
Los San Diego Chargers anunciaron planes para mudarse a la zona de Los Ángeles en 2015, mientras que también buscaban un nuevo estadio en el centro de San Diego, que requirió la aprobación de los votantes pero fue rechazado. La salida del equipo se hizo oficial a principios de 2017 y abrió una oportunidad para una nueva oferta de expansión de la MLS que sería liderada por el empresario Mike Stone con varios otros inversores, incluido el propietario de los Padres, Peter Seidler, y el exfutbolista Landon Donovan. Un año antes se retiró una oferta separada del ex propietario de los Padres, John Moores, que había mostrado interés en un equipo de la MLS en la década de 1990, y un equipo no especificado de la Premier League. La oferta de Stone propuso una remodelación del sitio del Estadio Qualcomm llamado "SoccerCity" que incluiría un desarrollo de uso mixto y un parque que rodea un estadio compartido con los equipos deportivos de la Universidad Estatal de San Diego (SDSU), conocidos como los aztecas. El estadio tendría capacidad para entre 20 000 y 32 000 espectadores y su construcción costaría 200 millones de dólares. Una propuesta separada de SDSU, denominada SDSU West, fue anunciada y colocada en la misma boleta electoral de noviembre de 2018; SoccerCity fue derrotado con el 30 por ciento de los votos, mientras que SDSU West obtuvo el 55 por ciento de aprobación.
Warren Smith y Landon Donovan establecieron un equipo de segunda división, San Diego Loyal SC, en 2019 y comenzó a jugar el año siguiente en el Campeonato de la USL en el Estadio Torero. El equipo también mostró interés en lanzar una expansión de la MLS con otros socios, pero no formó parte de ninguna oferta posterior. El estadio SDSU West, llamado Snapdragon Stadium, se inauguró en 2022 y se convirtió en el recinto del San Diego Wave FC, un equipo de expansión de la Liga Nacional de Fútbol Femenino que se mudó del Estadio Torero. El equipo estableció varios récords de asistencia al fútbol femenino de Estados Unidos en su primera temporada y atrajo a 32 000 aficionados al nuevo Estadio Snapdragon. Varios grupos de inversores también se acercaron a SDSU para lanzar un equipo de expansión de la MLS que jugaría en el estadio Snapdragon con concesiones financieras solicitadas por la liga. En abril de 2023, Petra Development Group e inversionistas externos anunciaron una propuesta separada para construir un distrito residencial y hotelero de uso mixto en el suburbio de Chula Vista con un estadio específico para fútbol.

### Oferta Mansour-Sycuan
La Sycuan Band de la Nación Kumeyaay, una tribu india reconocida a nivel federal y operadores de lugares de entretenimiento locales, comenzó a buscar oportunidades para invertir en propiedad deportiva en diciembre de 2020. La tribu se asoció con el desarrollador Brad Termini para ofertar por un equipo de expansión de la MLS el año siguiente y buscó un socio financiero importante con la ayuda de la liga. La tribu Sycuan se puso en contacto con el Grupo Mansour, liderado por el empresario Mohamed Mansour, quien se unió a la oferta a fines de 2022. En octubre de 2022, The San Diego Union-Tribune informó que el equipo propuesto requeriría un acuerdo con SDSU para Utilice el estadio Snapdragon. San Diego compitió con propuestas de Las Vegas, quienes previamente habían sido descritos como el "favorito" para convertirse en el equipo número 30 de la MLS; La oferta principal de Las Vegas, liderada por Wes Edens y Nassef Sawiris, copropietarios del Aston Villa FC en la Premier League, incluía un estadio cubierto conceptual.
El 18 de mayo de 2023, en un evento del Estadio Snapdragon, la MLS anunció que el equipo de expansión había sido adjudicado a San Diego y sería propiedad de Mansour y la Tribu Sycuan. El grupo propietario pagó una tarifa de expansión de 500 millones de dólares, según informes de los medios. En un día, se vendieron un total de 5.000 depósitos de abonos. El nombre del equipo, San Diego Football Club, y los colores se dieron a conocer en un evento el 20 de octubre. El primer jugador del equipo, el ex portero del Loyal SC, Duran Ferree, fue contratado en diciembre de 2023 y cedido al Orange County SC por la temporada 2024. Está previsto que San Diego FC comience a jugar en 2025, lo que le dará al estado de California cuatro clubes en la MLS.

### Debut
El primer partido oficial en la historia del club se gestaria el 23 de febrero del 2025 ante Los Angeles Galaxy partido en el que conseguirian la primera victoria de su historia (2-0)

## Identidad
La identidad del club incluye un escudo con los colores oficiales (cromo y azul), rodeado por una banda degradada de azul, rojo, naranja y amarillo. En el centro, se encuentra un diseño circular llamado "The Flow", con 18 líneas representando las ciudades del condado de San Diego. En la parte superior, hay un arco con la marca denominativa "San Diego", que refleja los monumentos de la ciudad.
San Diego FC contrató a Pupila, un consultor de diseño costarricense, para desarrollar la identidad del club, que incluye una serie de logotipos secundarios con "The Flow" y la marca denominativa "SD". Originalmente, el equipo se conocía como San Diego FC, pero el nombre y el escudo filtrados por The Athletic un día antes de su presentación en octubre recibieron críticas negativas en línea. A pesar de ello, la mercancía del equipo se agotó durante el evento, lo que llevó a la apertura de un espacio temporal en el centro comercial Mission Valley en noviembre.

## Uniforme

### Titular
| 2025– |

### Suplente
| 2025– |

### Patrocinio
| Período | Proveedor | Patrocinador |
| ------- | --------- | ------------ |
| 2025–   | Adidas    | DirecTV      |

## Instalaciones
El San Diego FC jugará sus partidos en casa en el Snapdragon Stadium, un recinto al aire libre con capacidad para 35 000 asientos inaugurado en 2022 en el antiguo emplazamiento del San Diego Stadium. Este estadio, ubicado en el campus de SDSU Mission Valley, es utilizado por la universidad para partidos de fútbol americano y universitario, además de ser la sede del San Diego Wave FC de la Liga Nacional de Fútbol Femenino y de la Legión de San Diego de la Major League Rugby. Desde 2023, el estadio también ha albergado amistosos internacionales y competiciones de CONCACAF, incluida la final de la Copa Oro W de CONCACAF 2024.
El Estadio Snapdragon fue construido según las especificaciones del fútbol, con varios accesorios que cumplen con los estándares de la MLS. Aunque su capacidad de asientos es mayor que la de la mayoría de los estadios específicos de fútbol, carece de techo u otra protección contra la intemperie. Además, cuenta con 20 suites de lujo y asientos junto al campo. San Diego FC firmó un acuerdo de arrendamiento en mayo de 2023 con la Universidad Estatal de San Diego para el uso del estadio, con un costo esperado de 200 000 dólares por partido. El equipo compartirá vestuarios con el equipo de fútbol americano Aztecs de la universidad y tendrá prioridad de programación detrás de ellos, pero por delante del San Diego Wave FC. Además, el club recibirá 1.75 millones de dólares de los derechos del nombre del estadio pagados por Qualcomm como parte del contrato de arrendamiento.
Las instalaciones de entrenamiento del equipo se construirán en un sitio de 28 acres (11 ha) adyacente al Singing Hills Golf Resort en la Reserva Sycuan al este de El Cajon. El campus se compartirá con la academia juvenil Right to Dream y se centrará alrededor de un edificio de 50 000 pies cuadrados (4 600 m2) con cinco campos de tamaño completo y medio campo. El antiguo hotel Singing Hills será renovado para convertirlo en dormitorios para los jugadores y el personal de la academia. La construcción comenzó en noviembre de 2023 y está prevista para estar terminada para 2025, con los primeros programas de la academia comenzando a finales de ese año. La sede del equipo se encuentra en un espacio alquilado en el barrio Little Italy de San Diego.

## Propiedad
El equipo es propiedad de Mohamed Mansour, un empresario y político británico-egipcio, y de la Sycuan Band de la Nación Kumeyaay. El Grupo Mansour también es propietario del club danés FC Nordsjælland y de la Academia Right to Dream, la cual tiene instalaciones en Ghana, Egipto y Dinamarca. Está previsto abrir una sucursal de la Academia Right to Dream en El Cajón con instalaciones residenciales para entre 120 y 160 jugadores, según The San Diego Union-Tribune. La Sycuan Band es la primera tribu nativa americana en poseer parte de un equipo de fútbol profesional en los Estados Unidos y la segunda en tener una participación en cualquier equipo deportivo profesional después de la tribu Mohegan en Connecticut. El grupo propietario también incluye al jugador de los Padres, Manny Machado, al desarrollador Brad Termini y a varios ejecutivos de Right to Dream. Tom Penn fue nombrado director ejecutivo del club el 18 de mayo de 2023; anteriormente había sido presidente de Los Ángeles FC. Aún no se ha anunciado ningún entrenador en jefe para el club.

## Entrenadores
- Mikey Varas (2024-presente)